# Eupatorine
L'eupatorine est un composé aromatique de la famille des flavones. Elle est présente dans diverses espèces végétales de la tribu des Eupatorieae (en), entre autres dans le genre Eupatorium (Eupatorium semiserratum, Eupatorium altissimum), mais aussi dans Merrillia caloxylon, Hyptis tomentosa, Lantana montevidensis, Centaurea arenaria, Lippia dulcis, Teucrium polium, Salvia limbata, Tanacetum vulgare, et Orthosiphon stamineus.
L'eupatorine influence la mitose et conduit à la polyploïdie et à l'apoptose. L'eupatorine a des effets antiprolifératifs contre les cellules tumorales chez les mammifères et est dégradé par le cytochrome P1. Elle inhibe en même temps le cytochrome P1 et la protéine STAT1α (en). L'eupatorine inhibe l'expression génétique de l'iNOS et de la COX-2 et a donc des effets anti-inflammatoires.